# Jeffery-Williams-Preis
Der Jeffery-Williams-Preis (englisch Jeffery–Williams Prize) der Canadian Mathematical Society ist ein jährlich seit 1968 vergebener Preis für herausragende mathematische Forschung. Er ist nach dem ehemaligen Präsidenten der Gesellschaft Ralph Jeffery (1889–1975) und deren ehemaligen Schatzmeister Lloyd Williams (1888–1976) benannt. Der Preisträger hält einen Vortrag auf dem Kongress der Gesellschaft und erhält eine individuell gefertigte Inuit-Skulptur aus Speckstein.

## Preisträger
- 1968 Irving Kaplansky
- 1969 Randall Pyke
- 1970 Wilhelmus Luxemburg
- 1971 William Thomas Tutte
- 1972 Philip Davis
- 1973 Harold Scott MacDonald Coxeter
- 1974 Hans Zassenhaus
- 1975 Nathan Mendelsohn
- 1976 Max Wyman
- 1977 George Duff
- 1978 George Grätzer
- 1979 Israel Halperin
- 1980 Robert Langlands
- 1981 Jerrold E. Marsden
- 1982 Joseph Lipman
- 1983 Raoul Bott
- 1984 Cathleen Synge Morawetz
- 1985 Laurent Siebenmann
- 1986 Carl Herz
- 1987 Louis Nirenberg
- 1988 Joachim Lambek
- 1989 Eric Milner
- 1990 Robert Steinberg
- 1991 Peter Lancaster
- 1992 Israel Michael Sigal
- 1993 James Arthur
- 1994 Donald Dawson
- 1995 Robert Moody
- 1996 Mark Goresky
- 1997 Stephen Halperin
- 1998 George A. Elliott
- 1999 John Friedlander
- 2000 nicht vergeben
- 2001 David W. Boyd
- 2002 Edwin A. Perkins
- 2003 M. Ram Murty
- 2004 Joel Feldman
- 2005 Edward Bierstone
- 2005 Pierre Milman
- 2006 Andrew Granville
- 2007 Nassif Ghoussoub
- 2008 Martin T. Barlow
- 2009 Stephen Kudla
- 2010 Mikhail Lyubich
- 2011 Kai Behrend
- 2012 Roland Speicher
- 2013 Zinovy Reichstein
- 2014 Askold Chowanski
- 2015 Alejandro Ádem
- 2016 Daniel Wise
- 2017 Robert McCann
- 2018 Gordon Slade
- 2019 Jeremy Quastel
- 2020 Juncheng Wei
- 2021 Joel Kamnitzer
- 2022 André Joyal
- 2023 Kumar Murty
- 2024 Catherine Sulem
- 2025 Ján Mináč[1]